# Club Penguin: Cart Surfer
Cart Surfer , (mas no jogo em português se chama Surfe na Caçamba). É um mini-jogo do Club Penguin onde você marca pontos fazendo manobras especiais como girar no ar e ficar suspenso no ar. Você pode ganhar entre 0 a 500 moedas aproximadamente... Depende de quantas manobras você faz. Se você é assinante, pode ir lá com seu puffle (animal de estimação virtual do jogo preto, assim ganhará mais moedas.)

## Local
Você pode jogar o jogo na Mina (uma das muitas salas do Club Penguin).

## Selos
O Club Penguin lançou novos selos para este jogo, ao total são doze, com vários níveis de dificuldade. Eles são alcançados com várias tarefas que exigem que o jogador faça muitas manobras.

## Manobras (partindo de dentro da caçamba)
- Para baixo e barra de espaço
- Barra e pro lado
- Para baixo e pro lado
- Barra e para cima
- Para cima e para cima de novo
- Para baixo e pro lado
- Barra e para baixo